# Образование в Пруссии
Эта статья рассматривает образование в Пруссии в 1600—1806 гг.

## Школьное образование

### Негосударственное образование
В средневековье школьное образование было в руках духовенства (монастырские школы) и, поскольку оно служило в первую очередь подготовке священников, состояло из религиоведения и латыни. В 15-м веке школы также стали основывать городские общины — так называемые «латинские школы» (нем. Lateinschule höhere Schule, Sekundarschule). Они лишь иногда пользовались государственной поддержкой. После реформации (1517 и далее), благодаря призыву протестантов образовывать население, стали возникать повсеместно сельские народные школы (нем. niedere Schule, Volksschule). Они строились и устраивались на деньги либо помещиков, либо сельских общин. Так в начале 1500-х в Восточной Пруссии была уже более или менее плотная сеть сельских школ. Особенно после Тридцатилетней Войны (1618—1648) дворяне и местные священники стали много их строить, чтобы сплотить население. Это всё были локальные инициативы, не государственные. Государственными школы будут объявлены лишь в 1794 г. Дворянские академии (нем. Ritterakademien) 17/18 вв были также негосударственными учреждениями. Они были бедны, и в них училось очень мало людей. Так, берлинская дворянская академия была рассчитана на 36 мест. Помимо этого было множество частных учителей, школ и пансионов для девушек.
Особое место в истории Пруссии занимает школа-интернат в городе Халле для детей из бедных семей, которую основал в 1695/98 г Август Герман Франке (August Hermann Franke 1663—1727). Он стал звездой прусской истории и воплощением прусских добродетелей. Эта школа была основана на спонсорские деньги, государство к ней отношения не имело. Единственно, что ей были выданы привилегии. Со временем от неё стали расползаться школы-филиалы, которые пользовались большим уважением и успехом, поскольку основывались на прогрессивных методах преподавания. Одной из новаций было, что разные предметы преподавали разные учителя. Возникла целая сеть школ. В 1727 г в них училось 2300 детей и работало 150 педагогов. За учёбу дети должны были платить, но бедные семьи получали поддержку. Это было тогда редкостью. Франке стремился сделать своё предприятие экономически независимым. В нём были основаны книгоиздательство, своя газета, аптека, пивоварня, разные мастерские, в которых дети одновременно учились и работали.
- побдробнее про эту школу можно посмотреть в статье про Франке в разделе «Педагогическая деятельность».
В самом конце 1690-х Теодор Гер (Theodor Gehr), один высокий госслужащий, лично знакомый с Франке, основал в Кёнигсберге систему школ как в Халле. В 1740-50-х педагог Йоханн Хекер (Johann Hecker) то же самое сделал в Берлине: большую сеть школ для детей множества солдат, размещённых в городе. Это были образцовые школы для того времени, и государство к ним отношения тоже не имело. В лучшем случае выдавало привилегии и брало под свою защиту.

### Школьные регулятивы XVII века
17 век был началом эпохи абсолютизма. Правители государств стремились всё подчинить своему контролю, всё регламентировать, упорядочить, унифициорвать. Государство как таковое впервые набирает силу. Это затронуло и школу. В этом веке многие немецкие государства издавали школьные распорядки-регулятивы (нем. Schulordnung), которые вводили обязательное школьное образование, стандартные школьные учебники и учебные планы. Вот даты их введения в некоторых государствах:
1619 — Саксен-Веймар-Эйзенах (Sachsen-Weimar-Eisenach);
1642 — Саксен-Кобург-Гота (Sachsen-Coburg-Gotha);
1649 — Вюртемберг (Württemberg);
1656 — Гессен (Hessen);
1656 — Кёльн (Köln).
Самым знаменитым стал регулятив «Gothaer Schulmethodus» (1642) из тюрингского герцогства аксен-Веймар-Эйзенах, в котором нашли отражение идеи знаменитых педагогов того времени Ратке (Wolfgang Ratke, 1571—1635) и Яна Коменского (Johann Amos Comenius, 1592—1670), заключающиеся в новом подходе к образованию: педагогическом реализме. Коротко его можно описать следующим образом: примерно в 1600 г происходит отход от педагогических идей гуманизма (их ярким представителем был, например, друг Лютера и «учитель Германии» Филипп Меланхтон, 1497—1560), основанных на идеале изучения древних языков. Растёт интерес к реальному миру, а к античному культурному наследию — что было важно ещё в 16 веке — гаснет. Начинают считать, что в школах должны преподаваться близость к жизни и к этому миру, полезность, опыт. Первое место в обучении должно перейти от языкознания на науки, имеющие практическое значение. Абстрактный метод преподавания должен уступить наглядному.
Этот регулятив, занимающий более 50 страниц текста, что типично для эпохи барокко, ввёл обязательное школьное образование для мальчиков и девочек от 5 до 14 лет, расширил школьный материал с чтения Библии, учения катехизиса, церковного пения и иногда письма до обучения счёту, полезным вещам из природы и жизни, краеведению и землемерному делу. Помимо этого был введён учебный план и школы поставлены под присмотр местных священников. Этот регулятив стал образцом для многих других, в том числе и для прусского. Вообще же эти регулятивы просуществовали везде приблизительно до 1800 г, когда они были заменены новыми: в Пруссии, например, соответствующим разделом из «Общеземельного права» 1794 г (Allgemeines Landrecht).

### Прусские школьные регулятивы 1717 и 1736 гг
В 17-м веке в различных частях Пруссии, которая тогда называлась курфюршеством Бранденбург-Пруссия, были изданы различные школьные регулятивы для разных земель и регионов. Они почти всегда были составной частью церковных регулятивов (нем. kirchlichе Ordnung). Так, например, для Померании такой регулятив был издан в 1660 г, для Герцогства Клевского (Kleve-Mark) — в 1687, для Магдебурга — в 1698. Они были не выражением воли курфюрста регулировать региональные отношения, а лишь его подтверждением требований местных сословий.
В 1701 г Пруссия стала королевством. В 1717 в ней был издан знаменитый «Школьный эдикт» (нем. Schuledikt), про который часто говорят, что он вводил «в Пруссии» обязательное школьное образование. На деле это было не так. Во-первых, как уже говорилось, в её разных регионах на бумаге уже давно было введено обязательное посещение школы. Во-вторых, этот эдикт хоть и был одним из первых межрегиональных законодательных актов (законодательство всегда было чисто региональным), но вовсе не покрывал всей территории нового королевства и был опубликован только в Восточной Пруссии, Померании и Герцогстве Клевском, причём тоже с региональными поправками. Вот что в нём говорилось:
«впредь в тех местах, где есть школы, родители под страхом штрафа должны быть заставлены отправлять своих детей в школу — платя за каждого школьные деньги — зимой ежедневно, и летом, когда родители нуждаются в своих детях для хозяйских нужд, по крайней мере один или два раза в неделю, чтобы те не совершенно забывали то, что выучили зимой».
Но региональное законодательство сохранялось в Пруссии ещё до Первой Мировой. Так, в 1736 был издано распоряжение для провинции Восточная Пруссия, регулирующее там положение школ. Вот как выглядела на бумаге ситуация там:
- школьное здание возводят и поддерживают соответствующие общины;
- король предоставляет строительное дерево. Двери, окна и печь сооружаются на общие деньги;
- король предоставляет дрова для отопления;
- каждая церковь, городская или сельская, платит на содержание школьного учителя в год 4 талера. За это учитель должен помогать церкви по хозяйству, например, чистить её;
- в поддержку учителю выдаётся корова с телёнком, а также пара свиней и несколько пернатых, которые должны содержаться на лугу. Помимо этого сено и солома. Затем он получает:
- от короля надел земли (за своим домом), который он должен использовать лучшим образом;
- каждый ребёнок от 5 до 12 лет, независимо от того, ходит он в школу или нет, даёт ему в год 15 грошей;
- если учитель — ремесленник, то он уж сможет сам прокормиться. Если нет, то ему разрешается во время сбора урожая устроиться на 6 недель на подённую работу;
- каждому учителю должно быть выделено место для кухни сразу за его домом;
- знать должна этому следовать и помочь совместному устройству школы, как пожелает, но только так, чтобы учителю были хозяйственные средства к жизни и чтобы цель, поставленная королём, была достигнута.

В 1736 был издан новый «общепрусский» школьный эдикт (Principia Regulativa). Но тщательные исследования сейчас показали, что ни он, ни его предшественник 1717 года нигде не применялись, мало того, едва ли удалось найти даже свидетельства того, что они были в государстве вообще кому-то известны. Таким образом ни о каком всеобщем образовании в Пруссии в 18-м веке, вопреки королевским желаниям, говорить не приходится. Государство тогда ни школами, ни университетами особо не занималось и вмешивалось в их самостоятельную жизнь очень редко и спонтанно.
Из всех различных региональных и «общих» школьных регулятивов важно, что присмотр за школами и их инспекция передавались в руки местных священников, и это действительно было так. Государство попытается забрать его у них лишь в 1872 г во время «культурной борьбы». Священники получили большую власть над учителями, которые должны были «помогать церкви по хозяйству». Последние часто жаловались, что они превратились просто в слуг священников, и перечисляли, что они должны для них делать: «носить за ними одежду, парики, плащи, взыскивать за них долги, прислуживать в доме, как слуги, таскать столы и стулья на праздниках и расставлять их, мыть стаканы, наливать напитки, подавать еду, собирать в саду вишни, трясти груши и яблоки, грузить сено и зерно, ходить со священниками на рынок, носить для них корзины, гонять свиней и сотни прочих дел».
Что до качества обучения при короле, который издал регулятивы 1717 и 1736 гг (Фридрих-Вильгельм I, 1713—1740), то всё находилось в скудном начальном состоянии: «Ни в одной провинции не удалось отправить всех детей в школу. Тысячи росли без образования. Ни в одной провинции занятия не шли летом и зимой. Везде преподаваемый материал был крайне ограничен и состоял обычно из религиоведения и чтения; письмо и счёт занимало уже потому исключительное положение, что во многих случаях учителя этого сами не могли. Везде только механическое зазубривание. Дети размещались в помещениях, которые часто были жилой комнатой учителя и его семьи, иногда его спальней, а если он был ремесленником, то мастерской. Очень часто о духовном превосходстве учителя и речи не было».
Точно так же пожелания школьного законодательства далеко не соответствовало реальности и в других государствах. Это было следствием как отсутствия хоть каких, не только образованных учителей, так и школ вообще.
Однако были и исключения. Так сохранился перечень жителей одной деревни на юго-западе Германии в герцогстве Вюртемберг (Seelenregister von Kleinheppach im Remstal), составленный в 1750—1755 гг и охватывающий 156 человек. В нём значится, что более или менее хорошо умели читать 91 % мужчин и 89 % женщин, писать же более или менее хорошо умели 82 % мужчин и только 23 % женщин. Автор исследования на эту тему заключает, что к 1800 г в этом регионе была достигнута практически 100%-ая грамотность сельского населения.

### «Латинские школы» и дворянские академии
Городские «латинские школы», они же «высшие школы» (нем. Lateinschule, höhere Schule, Sekundarschule), которые позже превратились в гимназии, имели более долгую историю, чем народные школы. Последние были плодом реформации (1517 и далее). В средневековье же школы были либо монастырскими, либо городскими «латинскими», которые возникли в 15 веке и подчинялись городским магистратам. В них можно было из семи свободных искусств, которые также преподавались в университетах на философском факультете, изучать три (лат. trivium): латинскую грамматику, реторику и диалектику (искусство аргументировать), поэтому они часто назывались «тривиальными». Ещё в 1770-х в них ещё большей частью преподавали латынь, причём методом зубрёжки и порки. Немецкий можно было мало где найти, как и современные языки вообще, которые были исключением, так что выпускники этих школ выражались на латыни грамотнее и лучше, чем на немецком. Греческий и иврит лишь в небольшом количестве или на добровольной основе. Вот что преподавали в одной «латинской школе» в 1623 г:
1 класс (Sexta) — чтение, письмо, введение в латынь;
2 класс (Quinta) — лат. грамматика, катехизис на лат и нем., евангелия на лат. и нем.;
3 класс (Quarta) — латынь, катехизис, Цицерон, Эразм Роттердамский, введение в греческий, басни Эзопа, Новый Завет по-гречески;
4 класс (Tertia) — греческий, стихосложение;
5 класс (Secunda) — логика, риторика, лат. и греч. грамматика, Цицерон и Плутарх (греч.).
Лишь в течение 18 века в канон городского школьного образования постепенно вошли математика, геометрия, физика, география и история, но лишь в очень небольшом количестве. Даже в образцовых школах в конце 18 века латынь была основным предметом.
Учителями в «латинских школах» были прежде всего студенты, закончившие учёбу теологии и ждущие назначения на должность священника. Таким образом, должность учителя была лишь промежуточной станцией, и учителей как класса в профессиональном смысле ещё не было.
Состояние этих школ также, как и сельских-народных, было плачевным: старые тесные разваливающиеся строения, нездоровый воздух, нищие учителя. Это было связано с тем, что они жили на средства, которые им выдавала городская община или разные фонды (государственные дотации были исключением), а надзор за школами был в руках церкви. Поэтому институты, финансировавшие школы, не хотели вкладывать деньги в то, на что они не имели влияния.
Всего в Пруссии в 1750 г было примерно 400 «учёных школ» (нем. gelehrte Schule), причём их было много различных типов с расплывчатыми различиями, которые все можно грубо назвать «латинскими школами». Из этих 400 около 320 имело не более 5 классов, большинство же вообще только 3.
В последней трети 1700-х появляются всё больше голоса знаменитых учёных и педагогов того времени (Гердер, Гедике, Базедов: Johann Gottfried Herder, Friedrich Gedike, Johann Gerhard Basedow), требующие изменить образование в «латинских школах», ибо они считались авгиевыми конюшнями, для расчистки которых нужен новый Геркулес: необходимо дополнить обучение в них нужными вещами, школы должны развивать дух молодых людей, а не убивать его одной грамматикой. Такие реформы, также считалось, можно провести только путём огосударствления школ. Эти идеи были предтечами неогуманизма, воплотившегося в жизнь в гумбольдтовской реформе образования в начале 1800-х. Но уже и в конце 18-го века некоторые «латинские школы» преобразуются в гуманитарные гимназии, основанные на новых идеях (например «Friedrichs-Werdersche Gymnasium» в Берлине).
Что касается образования девочек, то в «низших» (народных) школах они учились вместе с мальчиками. Доступ же в «высшие» публичные школы был для них закрыт, и они могли пойти только в «высшие» частные школы.
Дворянские академии (нем. Ritterakademien), которые появились в конце 16 века, преподавали знания, нужные придворными, и специфические дворянские профессиональные знания, например военное дело и госуправление. Помимо этого ещё религию, этику, риторику, современные языки (французский и итальянский), математику, естествознание, архитектуру, историю, светское и придворное обращение, верховую езду, фехтование и стрельбу. Похоже на то, что это были предшественники современных профучилищ (нем. Fachschule). Однако они были не просто школы, а места воспитания.

### Городские низшие школы
С началом реформации стали появляться школы для простого населения не только в деревнях, но и в городах. В отличие от уже существовавших городских «латинских школ» (высших школ), из которых в начале 19-го века вышли знаменитые прусские гимназии, это были низшие школы (нем. Niedere Schule, Stadt- oder Bürgerschule). Их было множество типов с различными названиями. Некоторые из них назывались «гимназиями», что может привести к путанице с «латинскими школами».

### Реальные училища
Дух просвещения и научная революция в 18-м веке привели к образованию нового типа городских школ: реальных училищ (нем. Realschule). Преподавание в них велось на более высоком уровне, чем в низших школах, поэтому их часто называют «средними школами» (нем. mittlere Schule). Они были предназначены для удовлетворения интересов городских торговцев, ремесленников и прочих средних слоёв населения и — в отличие от «латинских школ», основанных на филологическо-исторической базе — ориентировались на реальные, то есть практически полезные в жизни горожан (естественно-математические) науки и умения (лат. realia).
Основателем школ такого типа считается педагог Иоганн Хекер (Johann Julius Hecker, 1707—1768), который был учеником Франке. В 1747 г он открыл в Берлине «Экономическо-математическое реальное училище», которое стало прототипом для многих новых школ, основанных по его образцу. В него принимали только тех, кто уже закончил низшую школу и некоторое время проучился в «латинской школе». В этом училище преподавали латинский и французский языки, религию, историю, географию, геометрию и математику, архитектуру и черчение, помимо этого различные ремесленные умения.

### Эпоха Фридриха Великого (1740—1786)

#### Школьный регулятив 1763 г
12.8.1763 был введён «Прусский королевский генеральный регламент сельских школ» (Königlich Preußische General-Land-Schul-Reglement). Это был важнейший школьный регламент века, который регулировал все стороны школьной жизни. Он занимает объём в 16 страниц современного текста. В отличие от прежних, он впервые распространялся на все провинции Пруссии, которые до тех пор руководились различными законодательствами. Его автором был Хекер, основатель первого в Германии реального училища. Ещё в 1757 г Хекер выработал школьный регулятив для города Минден, который стал прототипом прусского регламента 1763 г .
Как новое постановление было знаменито широтой своего действия, оно также было бесславно отсутствием нововведений: в нём были лишь подтверждены старые «пожелания» правительства. Они делились на несколько групп:
- всеобщее школьное образование: с 5 до 13/14 лет (§ 1). Если родители не отдают детей в школу, то на них налагаются штрафы (§ 10).
- ежедневное посещение школы:

 — «Если дети не могут посещать школу летом, так как должны пасти скот, то королевские служащие должны позаботиться о том, чтобы был нанят пастух, который их заместил бы… Если пастуха нанять нельзя, то дети должны в этом занятии поочерёдно сменять друг друга и ходить в школу по крайней мере 3 раза в неделю, чтобы не забывать летом то, что выучили зимой» (§ 4);
 — «Зимняя школа должна длиться по рабочим дням утром с 8 до 11 и после обеда, за исключением среды и субботы, с 13 до 16. Летняя школа длится каждый день в дообеденное время три часа» (§ 5, 18);
 — «По воскресеньям учитель должен со своими учениками один час в школе повторять пройденное» (§ 6).
- плата за учёбу и з/п учителей: за учёбу надо платить, причём зимой больше, чем летом. Старшие классы платят больше, чем младшие (§ 7). За неимущих детей платит община (§ 8).
- требования к учителям: покровители школ должны принимать на должность учителя только хорошо сведущих людей, которые должны вести безупречный образ жизни и во всём быть образцом для своих учеников. Они не должны быть ни алкоголиками, ни ворами, ни дебоширами (§ 12, 13). Каждый соискатель на должность учителя должен подвергаться экзамену со стороны церковной инспекции (§ 14). Учителя не должны использовать учеников в своём домашнем хозяйстве (§ 16).
- учебный материал (чему учить): алфавит, диктовка слов по буквам, чтение, заучивание наизусть, катехизис (§ 17).
- распорядок прохождения уроков: и больше дети и маленькие учатся в одном классе. Сперва поётся церковная песня, затем говорится молитва. Затем следует объяснение катехизиса для всех. Потом взрослые читают Библию и пишут, а маленькие учат алфавит и диктуют слова по буквам. В конце читается молитва и дети отпускаются домой на обед. После обеда поют, читают псалмы, учитель объясняет Библию. Все учат часть катехизиса наизусть. В конце взрослые немного учатся считать (§ 19).
- введение единых учебников: всё множество местных учебников, которые отличались даже от деревни к деревне, должны быть заменены одобренными Оберконсисторией едиными учебниками (§ 20). Родители покупают детям учебники; для неимущих должна их покупать община, но такие учебники нельзя брать домой, они остаются в школе (§ 21).
- церковный надзор за школой: местные священники должны инспектировать школы по два раза в неделю и лично расспрашивать детей, следить за их успехами; ежемесячно встречаться с учителями и поручать им, какую часть Библии, какие псалмы, песни и изречения им проходить с учениками в новом месяце (§ 25).

Как и прежние регулятивы, этот практически не выполнялся. Это было вызвано нехваткой учителей и ужасающей безграмотностью уже имеющихся, их нищенской зарплатой (80 % получали 40 талеров в год!), переполненностью классов, плохим состоянием школьных помещений, ленью священников-инспекторов.

#### Школьный регулятив для Силезии 1765 г
Фридрих Великий в ходе Семилетней войны (1758—1764) завоевал у Австрии Силезию. Она была первой католической территорией протестантской Пруссии (после 1772 г прибавятся ещё польские католические земли), и для неё был издан в 1765 г особый школьный регулятив, который там действовал ещё в 1910 г. В общем он очень похож на протестантский регулятив 1763 г, отличается от него только большей подробностью.

#### Строительство новых школ при Фридрихе Великом?
Эпоха Фридриха (король 1740—1786) считается временем классического, просвещённого абсолютизма. Устаревший и предвзятый историк Laubert, который позже поддерживал нацистов в их польской «политике», пишет, что Фридрих в рамках улучшения новой провинции Западная Пруссия (Westpreußen), полученной при первом разделе Польши в 1772 г, строил там много школ, ибо западные части королевства были более плотно покрыты сетью школ, чем восточные, особенно недавно приобретённые «польские» земли. В этом он был прав. Знаменитый историк Wolfgang Neugebauer, специалист по истории Пруссии, уже в 1990-х, тоже говорит об особо сильной государственной активности по отношению к школам в только что присоединённых польских землях.
Вообще же распространённым мифом долгое время оставалось, что это короли, то есть государство, устраивали школы. Это не так. Короли строили школы лишь в «проблемных» регионах, например в провинции Восточная Пруссия (Ostpreußen). Причём и здесь речь идёт не об основании школ, а лишь о восстановлении заброшенных в начале 1700-х из-за голода, чумы и войны при потере населения в 40 %. Если в «польских» землях и строили новые школы, то случалось это большей частью по настоянию немецких колонистов.

#### Состояние народных школ при Фридрихе Великом
Современные исследования показали, что, вопреки старым представлениям о просвещённом монархе — которые исходили из его уверений, высказываний вслух, трактатов и писем — народное образование при нём совершенно не двигалось, и он сам им нисколько не интересовался. «Во фридриховской Пруссии политика образования по отношению к простым людям никогда не выходила за рамки бумажной стадии». При Фридрихе продолжалась ситуация, что государство не платило учителям зарплату и не поддерживало школы финансово, едва ли кто в них ходил, и законы о всеобщем образовании в жизнь не претворялись. Вопреки подтверждённому в «Генеральном регламенте» 1763 года всеобщему обязательному образованию (с 5 до 13 лет), «фридриховская эра оказалась и в отношении образования временем застоя. На практике, например, для 600.000 жителей провинции Западная Пруссия предусматривалось только 211 учителей. Но и это число не было достигнуто. У сельских школ было слишком мало денег, хотя дети и должны были платить за обучение. По соображениям экономии часто брали на должность учителя инвалидов войны,… которые лишь в крайне редких случаях умели нормально писать и читать». «Дети обычных людей были для Фридриха Великого не субъектами государственной политики образования, а потенциальной рабочей силой».

#### Насколько абсолютистен был абсолютизм
То, что при Фридрихе образование не двигалось, вопреки его письменным высказываниям о просвещении, поднимает другой, новый и принципиальный вопрос: насколько абсолютистен был абсолютизм? Насколько абсолютистское государство было монстром, Левиафаном (Leviathan) — как его называет Томас Гоббс (Thomas Hobbes, 1588—1679) — который пожирает всю свободу человека? Этот вопрос возник в 1980-х годах (примерно одновременно с вопросом, насколько тоталитарны были тоталитарные режимы). До этого о режимах судили исходя из позитивистской концепции, то есть на основе изданных законов, приказов, писем правителей, их письменных поучений и назиданий, трактатов. «Историки 19-го века и первых десятилетий 20-го ставили в центр внимания… централь госвласти, исходили из перспективы государства как целого и представляющей его династии. Историки как бы садились на трон монарха, чтобы оттуда смотреть за событиями в отдельных землях государства, подробности которых терялись из-за большого от них расстояния… При этом они опирались на хотя и широкий, но односторонний материал источников: на документальные акты, произведённые центральным правительством и хранящиеся в архивах… Картина, вырисовывающаяся из них, была хоть и не совершенно неправильной, но односторонней… Выяснилось, что на деле была огромная разница между всеохватывающей автократической претензией монархично-бюрократического господства и его действительной реализацией в разных областях государственно-общественной действительности».
Начавшиеся исследования в этом направлении показали, что у абсолютизма были большие границы, что отличало его от деспотизма. Первой из них было сопротивление сословий и их древние права. Как известно, революции во Франции в 1789 и в Пруссии в 1848 начались частично и из-за того, что король стал слишком ими пренебрегать. «Чем дальше мы удаляем взгляд от уровня централистского государства, чем больше направляем его на провинциальный уровень или вообще областной,… тем более там заметно постоянное влияние знати на правление». Власть государства вообще заканчивалась на уровне областных дворянских советов (Landrat). Простое население подчинялось своим господам, помещикам. Ситуация, по крайней мере в Пруссии, начинает меняться лишь в начале 19 века, когда государство, номинально больше не абсолютистское, принимается ломать права сословий и пытается стать единственным носителем власти (вот что больше на абсолютизм похоже!) — этот процесс идёт большую часть века. Второй границей, но не менее важной, был госаппарат. С одной стороны, он был в то время очень маленький: было очень мало чиновников, которые могли бы претворять законы в жизнь. Вспомним, например, сколько «госслужащих» было в гигантской Римской Империи: два консула, пара цензоров и эдилов, десяток преторов. В эпоху просвещения было лишь немногим лучше. На бумаге было множество постановлений, но только небольшая их часть применялась. Такая же ситуация сохранилась и сейчас ещё во многих странах. С другой стороны, от чиновников правителям наверх поступали часто приукрашенные донесения о состоянии дел на местах.

### Верховная школьная коллегия 1787 г
В 1786 году умер Фридрих Великий и новым королём стал Фридрих-Вильгельм II (1786—1797). Он, в отличие от своего предшественника-дяди, который только говорил просвещённые речи, но об образовании не заботился, согласился выделить деньги на реформу обучения. Движущей силой этой реформы был министр юстиции и духовных дел Карл Цедлиц (Carl Abraham Freiherr von Zedlitz, 1731—1793), который служил ещё при Фридрихе Великом и был открыт неогуманистским идеям, чьим экспонентом он был. В январе 1787 он предложил новому королю проект преобразований, который состоял из двух частей: введение единого высшего государственного органа для управления школой и изменение всего школьного дела, перестройка всей системы образования и его целей. Претворено в жизнь было только первое. Вообще же это предложение повлекло за собой возникновение «науки о педагогической деятельности государства» (Staatserziehungswissenschaft), ибо реформа требовала чёткого представления о целях общественного образования, которое должно было перейти в руки государства.
Первая часть предложения Цедлица была реализована образованием уже через месяц (22.2.1787) специальной «Верховной школьной коллегии» (Oberschulkollegium). Она состояла всего из нескольких человек, которые работали в ней добровольно и безвозмездно, одного секретаря и одного курьера. Она не получила подчинённых служб или ведомств, и все прежние институты присмотра за школой — местные церковные консистории — остались без изменений и только с неохотой следовали распоряжениям из Берлина. Так что на деле под «государством», которое взялось за школьное дело, значилось немногое. К тому же из ведения Коллегии были изъяты провинция Силезия и кальвинистские учебные заведения.
Функции этой Коллегии были следующие:
- надзор за школой (в неё стали стекаться сведения, получаемые от местных священников, которые надзирали за школой), в который входила категоризация «латинских школ» на те, которые преподают знания на достаточном для поступления в университет уровне, и на слабые;
- введение хороших учебников и новых учебных методов;
- особенно важной была экзаменационная функция: каждый, кто хотел в будущем стать учителем в королевской школе (то есть школе, основанной и поддерживаемой королём, не городскими магистратами), должен был сдавать специальный экзамен и доказать свою пригодность.

Одновременно с этим были организованы две семинарии для обучения будущих учителей «высших школ»: в Халле (при теологическом семинаре университета ещё с 1757 г) и в Берлине (при Friedrichs-Werdersche-Gymnasium). Чтобы поступить в семинарию в Берлине, надо было иметь за собой уже университетское образование.
Семинарии для подготовки учителей сельских школ появились раньше, но их было тоже очень мало и они были сперва тоже не самостоятельными учреждениями, а находились при других учебных заведениях в городах Кёнигсберг, Цюллихау, Штетин и др. (Königsberg, Züllichau, Stettin). Первая самостоятельная семинария возникла в 1778 г в городе Хальберштадт (Halberstadt).

### Первый абитур в 1788 г
Таким образом государство начало отсеивать школы, которые могли подготавливать к учёбе к университету. После проверок в следующие десятилетия их оказалось около 100 из всех примерно 400 «латинских школ» в Пруссии. Одновременно с контролем школ государство начинает контролировать и их учеников путём выпускного экзамена, который получает название «абитур» (лат. abitur — он уходит; «абитуриент» — уходящий, покидающий школу) и вводится 23.12.1788 по предложению Коллегии. Его должны были проводить сами школы. Этот экзамен существует до сих пор в Германии и является сейчас допуском к учёбе в университете, куда не сдают вступительные экзамены.
До введения абитура каждый ученик — даже на выпускник! — «латинской школы» мог зачислиться в университет, когда считал, что время пришло. Университеты были переполнены. Экзамены, которые проводили некоторые школы, были лишь для демонстрации качества преподавания в них, и не были критерием допуска куда-либо. Вступительные экзамены в университетах, которые проводили деканы, были скорее формальностью. Введённый абитур не был условием для поступления в университет, а лишь аттестатом зрелости. Его надо было предъявлять при поступлении, чтобы декан знал, «зрелый» абитуриент начинает учёбу или нет. Он был так же подсказкой родителям об уровне знаний их сына (девочкам нельзя было учиться в университетах), стоит ли отдавать его учиться на более высокую ступень или нет. Помимо этого положительный абитур был сделан условием для получения стипендии или других дотаций в университете. Поэтому по крайней мере дети бедных родителей стали стремиться хорошо сдать этот экзамен. Кто же учился у частных учителей, тот должен был по-прежнему сдавать экзамен зрелости в самом университете, который также не являлся условием для зачисления, а лишь для стипендии или других дотаций.
Абитур практически ничего не изменил тогда в университетах, в которых ни качество учёбы не повысилось, ни число студентов не снизилось. Поэтому это нововведение остаётся обычно незамеченным за абитуром, введённым гумбольдтовской реформой образования в 1812 г. Однако и его удавалось некоторым обходить путём сдачи вступительных экзаменов. Лишь 25.6.1834 абитур (выпускной экзамен) был сделан необходимым условием для всех поступающих в университет. Первые девушки были допущены до абитура в Пруссии в 1896 г.
Начатая Цедлицем реформа заканчивается с началом французской революции в 1789, которая принесла с собой боязнь изменений и нововведений.

### Прусское «Общеземельное право» 1794 г
При том же Фридрих-Вильгельме II в Пруссии вступило в силу 1.6.1794 «Общеземельное право» (нем. Allgemeines Landrecht). Это была первая и последняя попытка кодификации законодательства до конца раннего Нового времени (в Германии до 1806 г). В нём школам посвящался раздел 2 из второй части. Вот некоторые его постановления:
§ 1 — школы и университеты являются государственными учреждениями;
§ 2 — эти учреждения могут быть основаны только с разрешения государства;
§ 22 — назначение на должность учителя производится обычно местной судебной властью;
§ 23 — нигде не должен браться на службу учитель, который перед этим не прошёл специальный экзамен и не получил аттестат годности;
§ 29 — в местах, где нет специальных предназначенных на то фондов, содержание учителей находится в руках всех отцов семейств, независимо от того, есть у них дети или нет;
§ 31 — эти взносы на содержание учителей, состоят они из денег или продуктов, распределяются между отцами семейств в зависимости от их благосостояния местной судебной властью;
§ 34 — также содержание здания школы и квартиры учителя находится в руках всех жителей соответствующего населённого пункта;
§ 36 — городские магистраты и сельская знать поставляют бесплатно стройматериалы на сооружение или починку школы;
§ 43 — каждый житель, который не может или не хочет, чтобы его дети получали образование дома, должен отдавать их с пяти лет в школу;
§ 46 — обучение в школе должно продолжаться до тех пор, пока ученик не получит знания, необходимые каждому разумному человеку его сословия.
Важное само по себе, «Общеземельное право» не вводило для школ практически ничего нового. На что надо обратить внимание, это следующее:
- Изменился статус школ: теперь они стали «государственными учреждениями» (нем. Staatsanstalt, Veranstaltungen des Staates). На деле это пока ничего не изменило, но лишь только ещё раз подтвердило право государства на присмотр за школами и их инспекцию. Ещё раз было подтверждено, что церковь присматривает за школами «по поручению» государства. Пользуясь своим правом, оно передаст в 1872 г — в ходе «культурной борьбы» — этот надзор в польских провинциях (и только!) специальным светским чиновникам, что вызовет огромную волну протеста. Но эта мера была связана не с недоверием церкви и «культурной» борьбой, как хотели того либералы, а с началом активной политики германизации польскоговорящих частей Пруссии;
- Содержание учителей было переложено на плечи всех жителей. До этого за школу платили только те дети, которые в неё ходили («школьные деньги»). Теперь за неё платят все семьи, даже независимо от того, есть у них дети или нет.

### Состояние народных школ в конце XVIII в
До конца 18 века положение не только сельских народных школ, но и самого образования в них никак не менялось и оставалось ужасным. Вот что пишет в 1811 г один современник событий о школах конца 1700-х:
«Везде испорченные портные, ткачи, столяры и отставные солдаты оскверняли святое дело воспитания, образование народа было в руках незнающих, грубых, бессильных, аморальных, полуголодных людей, школы были частично настоящими тюрьмами… Везде царили беспорядок и произвол, рабский дух и противоречие, бездуховность, незнание и тупость, горечь и вражда среди учителей, родителей и детей. Чтобы дети научились читать и выучили катехизис наизусть, и некоторые из них научились срисовывать буквы — для этого дети должны были 7-8 часов быть запихнутыми в тесные, тёмные и нездоровые пещеры и часто переносить жестокое обращение. И всё же подавляющее большинство даже не могло научиться читать, не говоря уж о том, чтобы думать или разумно поступать… Разве при таких обстоятельствах было удивительно, что масса народа в хвалимой эпохе просвещения либо мало, либо вообще никак не продвинулась в образовании?… Разве это было удивительно, что учителя работали с нежеланием и против своей воли, если они не понимали своего дела, если они видели, что ничего не получалось, если их заставляли при этом почти умирать с голода? Разве это было удивительно, что обычные люди редко или вообще не хотели посылать своих детей в школу, поскольку они были убеждены, что научить читать детей и преподать им катехизис они уж и сами смогут не хуже учителя, который немногим больше знал, чем они?».
Это мнение очевидца. А вот как описывает сельскую школу 18-го века наш историк-современник:
«Действие деревенской школы определялось характером аграрного государства. Это значило в первую очередь, что школа была зимней школой, поскольку дети, совершенно естественно, с весны до осени требовались для помощи по дому и на полевых работах. При этом занятия в зимней школе могли вполне легко сократиться до нескольких недель. Обучение, которое основывалось бы на пройденном материале, было исключено. Каждый год приходилось начинать заново, так что преподавание элементарного чтения, реже письма, и совершенно редко счёта с трудом могло приносить плоды. Преподавание основывалось на тексте катехизиса и, порой, Библии, религиозное содержание присутствовало постоянно».

## Университеты и Академии наук

### Прусские университеты
Университеты хоть и были госучреждениями — то есть доценты были чиновниками и получали от государства зарплату, хоть и несистематично — вели самостоятельную жизнь. Государство почти не вмешивалось в их дела, лишь только иногда давалось место профессора какому-нибудь особо знаменитому теологу своего времени. В Пруссии до 19 века были следующие университеты (по городам):
Франкфурт-на-Одере (1502—1811, 1991-);
Кёнигсберг (1544);
Дюисбург (1655/67-1814) — основан местными сословиями;
Халле (1694) — основан курфюрстом;
Берлин (1810) — основан королём в ходе реформ, которые проводил Вильгельм фон Гумбольдт.

### Возникновение академий наук
Популяризация наук в ходе просвещения и научной революции 17/18 в привела к тому, что появилось множество «любителей», занимающихся ими: «деревенские священники и благородные дамы, придворные и городская аристократия, врачи и адвокаты. Они устраивали эксперименты, собирали растения, ископаемые и насекомых, опубликовывали трактаты, отвечали на призовые научные вопросы, собирались на доклады и переписывались». Эти люди повсеместно строили лаборатории, обсерватории, ботанические сады. Некоторые из них объединялись в особые общества, которые назывались «академиями наук». Это движение началось в Италии. Так, в Риме в 1609—1630 существовала «Accademia dei Lincei», знаменитейшим представителем которой был Галилей. Другая находилась во Флоренции в 1657—1667 гг. В Германии одно из первых научных обществ возникло в Ростоке в 1622 г. «Академии наук» стали очень популярны и престижны, и правители разных государств брали часто под свою защиту одну из них и превращали её в госучреждение, оснащали по-королевски, призывали туда известных учёных и выдавали им зарплату. Первой такой была «Royal Society of London for the Promotion of Natural Knowledge», которая получила в 1662 г королевскую привилегию, второй — «Académie Royale das Sciences» в Париже (1666). В Петербурге в 1724 г появилась «Academia Scientiarum Imperialis Petropolitanae» — раньше чем первый российский университет (1755), и это большое исключение из европейского правила, так как академии появлялись как результат недовольства учёных на закостенелость университетов. В Эрфурте возникла «Akademie gemeinnütziger Wissenschaften» в 1754 г. В Берлине «Академия Наук» была основана бранденбургским курфюрстом (он станет королём Пруссии только на следующий год) в 1700 г, открыта лишь десять лет спустя и называлась «Kurfürstlich-Brandenburgische Societät der Wissenschaften». Её первым президентом был Готфрид Лейбниц (Gottfried Wilhelm Leibniz, 1646—1716). Она состояла сперва из четырёх классов: физико-математического, немецкого, историко-литературного и медицинско-естествоведческого.
Основным отличием академий от университетов было, что первые стали местом наук и исследований, добычи знаний, что не было возможно в университетах, которые остались местом преподавания знания, добытого где-то в другом месте. До 1789 в Европе возникло 70 академий.
Подробнее о причине возникновения академий как новых научных центров и их отличие от университетов см. в статье «Научная революция» в разделе «Первая научная революция».

### Упадок академий наук
Академии издавали периодические журналы, в которых они опубликовывали свою работу, а также время от времени ставили призовые вопросы, за лучший ответ на которые читатели получали премию. Так знаменит ответ Канта на вопрос: «Что такое просвещение?» (1783/4). «Это выход человека из состояния своего несовершеннолетия, в котором он находится по собственной вине» (Ausgang des Menschen aus seiner selbstverschuldeten Unmündigkeit). Знаменита и реакция Руссо (Jean-Jacques Rousseau, 1712—1778) на вопрос: «Улучшило ли развитие наук моральное состояние общества?». Он стал для него откровением и повлиял на всю его последующую деятельность. Издание этих периодических научных журналов также принципиально отличало академии от университетов. «Оно поддерживало обмен знаниями и сделало принципы открытости и взаимокритики признанными ценностями. Научный прогресс состоял в том, что собирались данные и проверялись теории; тайное знание и авторитеты были дискредитированы. Поддерживалась всеобщность исследований, переходящая границы государств, сословий и конфессий. Знание не должно было больше охраняться одной сословной корпорацией. Общественная коммуникация стала основой новых исследований».
Но скоро академии эти стали приходить в упадок. Членство в них стало почётной должностью, которую раздавали направо и налево в инфляционном количестве. Время показывало, что они приносили мало пользы, на которую рассчитывали монархи. Это было главным упрёком. Джонатан Свифт (Jonathan Swift, 1667—1745) в «Приключениях Гулливера» высмеивает, что в академиях велись исследования по вопросам, как получить из огурцов солнечный свет, превратить навоз обратно в еду и т. п. Однако были и другие упрёки. Так, в предисловии к своей сатире «Сказка бочки» («A Tale of a Tub»), опубликованной в 1704 г, он пишет про английскую Академию следующее:
«It is intended that a large Academy be erected, capable of containing nine thousand seven hundred forty and three persons, which, by modest computation, is reckoned to be pretty near the current number of wits in this island. These are to be disposed into the several schools of this Academy, and there pursue those studies to which their genius most inclines them. The undertaker himself will publish his proposals with all convenient speed, to which I shall refer the curious reader for a more particular account, mentioning at present only a few of the principal schools. There is, first, a large pederastic school, with French and Italian masters; there is also the spelling school, a very spacious building; the school of looking-glasses; the school of swearing; the school of critics; the school of salivation; the school of hobby-horses; the school of poetry; the school of tops; the school of spleen; the school of gaming; with many others too tedious to recount. No person to be admitted member into any of these schools without an attestation under two sufficient persons' hands certifying him to be a wit».
Вольтер (François-Marie Arouet de Voltair, 1694—1778) в своём 24-м философском письме (все опубликованы в 1733/34 гг) таким образом нелестно говорит об английской и французской Академиях:
«У англичан задолго до нас существовала Академия наук; правда она не столь хорошо организована, как наша… […] Лондонскому Королевскому Обществу недостает двух вещей, наиболее нужных людям, — вознаграждений и правил. В Париже геометру или химику место в академии приносит небольшие, но верные средства; напротив, в Лондоне надо платить за то, чтобы стать членом Королевского Общества. Тот в Англии, кто говорит: Я люблю искусства, и желает стать членом Общества, немедленно им становится; во Франции же для того, чтобы стать членом и пенсионером академии, недостаточно быть любителем, надо быть учёным и уметь оспаривать место у своих соперников…
[…] Академия наук разумно ограничивается исследованием природы, и это поле деятельности поистине достаточно обширно для того, чтобы занять его вспашкой пятьдесят или шестьдесят человек. Лондонская академия спокойно смешивает литературу с физикой; мне, однако, кажется, что лучше иметь специальную Академию изящных литератур, дабы избежать такого смешения и не защищать диссертаций о римских причёсках рядом с сотнями диссертаций на тему о новых кривых.
Поскольку в Лондонском Обществе мало порядка и нет никаких поощрений, а Парижское поставлено совсем на иную ногу, не приходится удивляться тому, что труды нашей Академии превосходят труды английских коллег: дисциплинированные и хорошо оплачиваемые солдаты должны в конце концов одолеть волонтеров. Правда, Королевское Общество имело Ньютона, но не оно его создало; там было даже весьма мало коллег, которые бы его понимали; гений, подобный г-ну Ньютону, принадлежал всем академиям Европы, ибо все могли многому у него научиться.
[…] Наши первые академики были позором нашей нации, и имена их стали столь смехотворны, что… […] Однажды некий образованный англичанин попросил у меня труды французской Академии; я ответил, что Академия эта вообще не пишет трудов, однако она выпустила шестьдесят или восемьдесят печатных томов славословий; он просмотрел один или два таких тома, но совсем не сумел почувствовать этот стиль, хотя он отлично понимает наших хороших авторов. „Все, что я здесь успел заметить, — сказал он мне, — это расточаемые кандидатом уверения в том, что его предшественник был великим человеком, кардинал Ришельё — весьма великим, канцлер Сегье — довольно великим, а Людовик XIV — более чем великим, причем ректор ему вторит совсем в том же духе и добавляет, что кандидат может с равным успехом стать неким родом великого человека, что же касается его, ректора, то он примет в этом посильное участие“.
[…] Лучше, если бы вместо пункта устава, действующего во Французской академии и предписывающего публиковать все эти речи, только которыми она и известна, существовал бы закон, запрещающий их печатать. Академия изящной словесности поставила перед собой более мудрую и полезную цель, а именно выпустить для читающей публики собрание трудов, включающих интересные исследования и критику. Труды эти уже заслужили внимание иностранцев, и единственным пожеланием, кое может быть высказано, является просьба углубить одни предметы и совсем отказаться от трактовки других. К примеру, можно было бы с легкостью обойтись без какой-то там диссертации о преимуществах правой руки перед левой и без некоторых других подобных же изысканий, хотя и носящих менее смешное название, однако не менее легковесных.
[…] До сих пор, как мы уже вместе с вами отметили, самые полезные открытия делались в самые варварские века; по-видимому, на долю самых просвещенных времен и наиболее ученых сообществ остаются рассуждения по поводу того, что было изображено невеждами. Ныне, после продолжительных дискуссий между господами Гюйгенсом и Рено, известно определение наиболее выгодного угла между рулем корабля и килем, но Христофор Колумб открыл Америку, ничего не подозревая об этом угле.
Я весьма далек от того, чтобы делать из этого вывод о преимуществе слепой практики, однако было бы очень удачно, если бы физики и геометры, насколько лишь это возможно, соединяли умозрения с практикой. Быть может, то, что делает всего больше чести человеческому уму, часто бывает меньше всего полезным? Человек, владеющий четырьмя правилами арифметики и здравым смыслом, становится великим негоциантом, а какой-нибудь несчастный алгебраист проводит всю свою жизнь в поисках отношений между числами и их поразительных свойств, причем пользы от этого нет никакой и это не научает его тому, что представляет собой обмен. Относится это почти ко всем искусствам без исключения: существует предел, за которым исследования производятся только из любопытства; эти остроумные и бесполезные истины подобны звездам, расположенным чересчур далеко от нас и потому не дающим нам света.
Что касается Французской академии, то какую услугу оказала бы она литературе, языку, нации, если бы вместо печатаемых ежегодно панегириков публиковала добрые сочинения века Людовика XIV, очищенные от всех вкравшихся в них языковых ошибок! У Корнеля и Мольера полно таких ошибок, сочинения Лафонтена ими кишат; те же ошибки, что невозможно исправить, следовало хотя бы отметить. Европа, читающая всех этих авторов, воспринимала бы от них наш язык с уверенностью в его чистоте, которая навсегда осталась бы зафиксированной; хорошие французские книги, опубликованные с такой тщательностью за счет короля, стали бы одним из славных национальных памятников».
При Фридрихе Великом (король Пруссии в 1740—1786) не только все 4 прусских университета влачили жалкое существование на гроши, которые выделяло им государство. Берлинская «Академия», цветшая при его деде, который её основал, пришла при его отце в полное запущение и в ней скакали блохи. В 1743/4 г Фридрих реорганизовал её (появилось много новых отделений и классов) и назначил её президентом знаменитого французского математика и физика Мопертюи (Pierre Louis de Maupertuis, он ушёл с поста в 1756). Но остаётся под вопросом, насколько эти меры обновили и подняли упавшее заведение.

### Возрождение университетов
В то время как звезда академий стала заходить, университеты стали возрождаться. С одной стороны, стали образовываться «реформированные» университеты, которые с самого начала исходили из изменённого, нового представления о науках (наука и исследование как самоцель, её практическая польза стоит на втором месте). Такими были, например, университеты в немецком городе Халле (1694) и в Москве (1755, первый в России, основан 21 год спустя после «Академии»). В них можно было изучать новые науки. С другой стороны, традиционные старые университеты стали открываться духу времени. В них стали вводить новые дисциплины, которые разместились большей частью на философском факультете (всех было 4, и они сохраняются до сих пор: теологический, юридический, медицинский и философский), который преподавал до этого 7 свободных искусств.
Тогда же произошло большое изменение в медицинской науке. Традиционная университетская медицина была чисто теоретической, а знанием, полученным опытом, занимались ремесленники (хирурги, брадобреи, врачи-травматологи). Теперь медицина тоже обратилась к эмпирическому методу: возникли клинические исследования. Европейские университеты стали повсеместно организовывать при себе клиники, чтобы можно было изучать болезни на пациентах.
Женщинам же было всё ещё запрещено учиться в университетах. Послушать лекции, но не больше, разрешили им в Пруссии в 1896 г. Первым немецким государством, допустившим женщин к учёбе в университете, было Великое герцогство Баден. Сделало оно это в 1900 году. В Пруссии женщинам открыли дорогу к учёбе в университетах в 1908 г.

## Гумбольдтовская реформа образования
Такое положение в школах длилось до того как Пруссия проиграла войну Наполеону. Решающей в ней была битва при Йене 14 октября 1806 г. После сокрушительного поражения Пруссии ведущие в ней люди поняли, что государство, чтобы сохранить его, надо принципиально перестроить, и начали большую серию важных реформ, которые затронули все стороны жизни, в том числе и образование.